# Ligne R1 (Rodalia de Barcelone)
La ligne R1 des Rodalies de Barcelone est une des lignes de Rodalies de Catalunya, aussi connue comme la ligne du Maresme. Elle relie Molins de Rei (uniquement les jours ouvrables) à Maçanet-Massanes.

## Histoire
Cette ligne est l'héritière de la première ligne de train de la Catalogne, la ligne Barcelone – Mataró, qui a été prolongée à plusieurs reprises jusqu'à atteindre Maçanet de la Selva. La ligne est à double voie jusqu'à Arenys de Mar, puis devient à voie unique. La ligne circule sur la côte de Sant Adrià de Besòs à Malgrat de Mar. La ligne est surtout utilisée par les voyageurs qui vont se baigner aux plages du Maresme. Les habitants des villes côtières l'utilisent moins, puisque les gares sont assez éloignées des centres-villes. La ligne est presque parallèle à la route N-II, et pour accéder aux gares depuis les centres-villes de la côte du Maresme, il faut la traverser.
Le tronçon Barcelone - Mataró a une trame urbaine quasi-continue, et la population y a beaucoup augmenté par le passé, tout comme le nombre de gares depuis l'ouverture de la ligne. Dans ce tronçon, les gares proprement dites sont celles de Badalone, El Masnou, Montgat, Vilassar de Mar et Mataró. Les autres stations ne sont que des haltes, bien que tous les trains s'y arrêtent.
À sa création, la ligne R1 avait une ramification allant de Barcelone-Sants à l'aéroport par El Prat de Llobregat, jusqu'à ce qu'elle soit intégrée à la ligne R10, puis à la ligne R2. Ainsi, la ligne était exploitée avec deux service distincts : Hospitalet – Maçanet-Massanes et Aéroport – Mataró. Quand l'embranchement a été fermé, la gare de Mataró a continué à être un terminus pour certains trains, puisque la voie unique à partir de Arenys de Mar ne permet pas d'avoir une fréquence élevée sur ce tronçon.

### Rodalies
En 1980, la Renfe a créé Cercanías, dans le cadre d'un plan d'amélioration visant à « casser la mauvaise image de la Renfe », ce qui a conduit à la création de 162 nouveaux services et à l'amélioration de ceux existants, le Plan General Ferroviario supposé la modernisation du réseau. En 1984, la société s’organise en unités commerciales pour créer Cercanías Renfe, plus tard Rodalies Renfe en Catalogne, et en 1985 il a été réorganisé et un nouveau design pour le service de Rodalia est apparu.
Auparavant, la Renfe utilisait un C comme Cercanías pour numéroter les lignes, en l'occurrence ici la C1.  Plus tard, ils ont coexisté avec la lettre R, pour Rodalies jusqu'au transfert du service de Rodalia de Barcelone à la Généralité de Catalogne, le 1er janvier 2010 et à l'instauration de la lettre R comme seule lettre distinctive des services de Rodalia de Barcelone.

### Ligne
Le chemin de fer de Barcelone à Mataró, le premier de la péninsule ibérique, inaugurée le 28 octobre 1848, est né dans le contexte du processus d'industrialisation qui a eu lieu en Catalogne dans la première moitié du XIXe siècle. Il répondait aux besoins d'une communication rapide et efficace entre Barcelone et les centres industriels qui s'étaient développés tout le long de la côte du Maresme et en particulier à Mataró. Le service était couvert par quatre locomotives nommées Mataró, Barcelona, Catalunya et Besòs, qui coûtaient 2 000 £. La réplique de l'un des premiers trains peut être vue au musée ferroviaire de Vilanova i la Geltrú.
Cette ligne a été construite grâce à la promotion des industriels catalans Miquel Biada i Bunyol, et Josep M. Roca. La plus grande difficulté a été le forage du tunnel de Montgat, le premier en Espagne. L'écartement des voies choisi fut de six pieds castillan, soit 1 672 mm, plus grand que le reste des réseaux ferroviaires européens. La conviction que l'orographie complexe du pays nécessitait un plus grand écartement pour s'assurer que la puissance des locomotives à vapeur pourrait surmonter le dénivelé a causé des problèmes de communications.
Plus tard, la ligne de Mataró a été prolongée jusqu'à Arenys de Mar en 1857, Tordera en 1859 et finalement à Maçanet-Massanes en 1861. En 1948, la ligne a célébré son centenaire et a été électrifiée entre Barcelone et Mataró, une amélioration qui s'étendra dans les années suivantes à toute la ligne.

## Caractéristiques générales

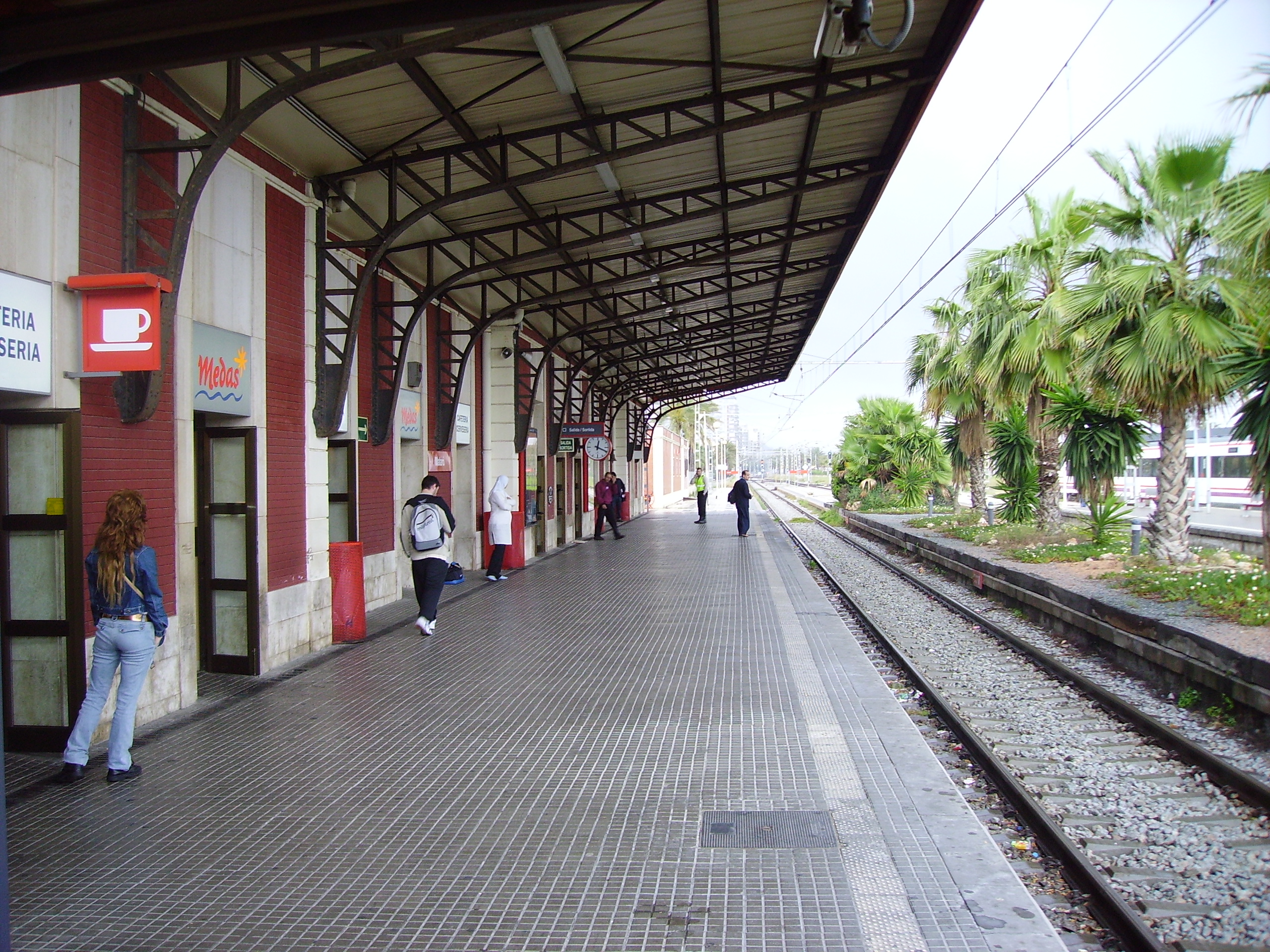
Gare de Mataró.

La ligne R1 transporte 39,6 millions de passagers par an et 102 214 voyageurs par jour ouvrable. 216 trains de la série 447 et Civia (463, 464 et 465) y circulent chaque jour.  Elle fait 95,1 km de long et dessert 31 gares. Elle offre des correspondances avec les lignes R2, R3 et R4, les lignes de moyenne distance des Rodalies de Catalunya, les AVE et trains longues distances, le métro et le tramway.
La ligne passe principalement par les lignes suivantes :
- Ligne Barcelone – Mataró – Maçanet Massanes.
- Ligne Barcelone – Vilafranca – Tarragone, entre Barcelone et Molins de Rei.

Les terminus sont Molins de Rei et L'Hospitalet de Llobregat au sud, Mataró, Calella, Blanes et Maçanet-Massanes au nord.

## Projets futurs
La future gare de Barcelone-Sagrera TAV devrait être construite entre les gares d'El Clot-Aragó et de Sant Adrià de Besòs. Sur la ligne du Maresme, le tunnel de Barcelone intra-muros sera prolongé jusqu'à Mataró. Ce tunnel devrait passer par les centres-villes en retrait de la côte, et la ligne actuelle sera reconvertie en tramway. Une nouvelle branche sera créée depuis Blanes jusqu'à Lloret de Mar (actuellement, cette liaison est effectuée en bus).

## Parcours

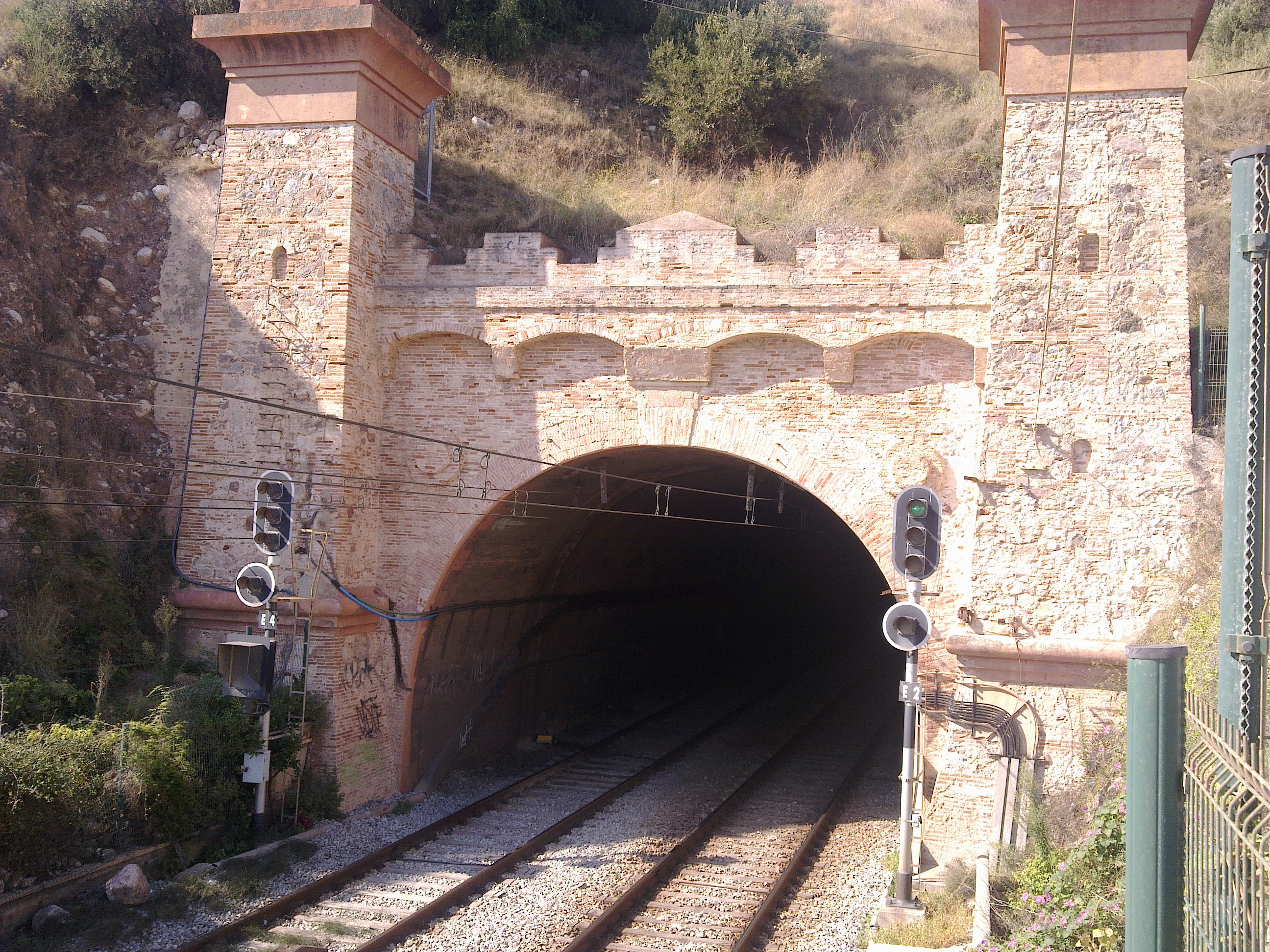
Tunnel de Montgat.

Les gares terminus au nord sont Mataró, Arenys de Mar, Calella, Blanes et Maçanet-Massanes. Au sud, ce sont L'Hospitalet de Llobregat et Molins de Rei.

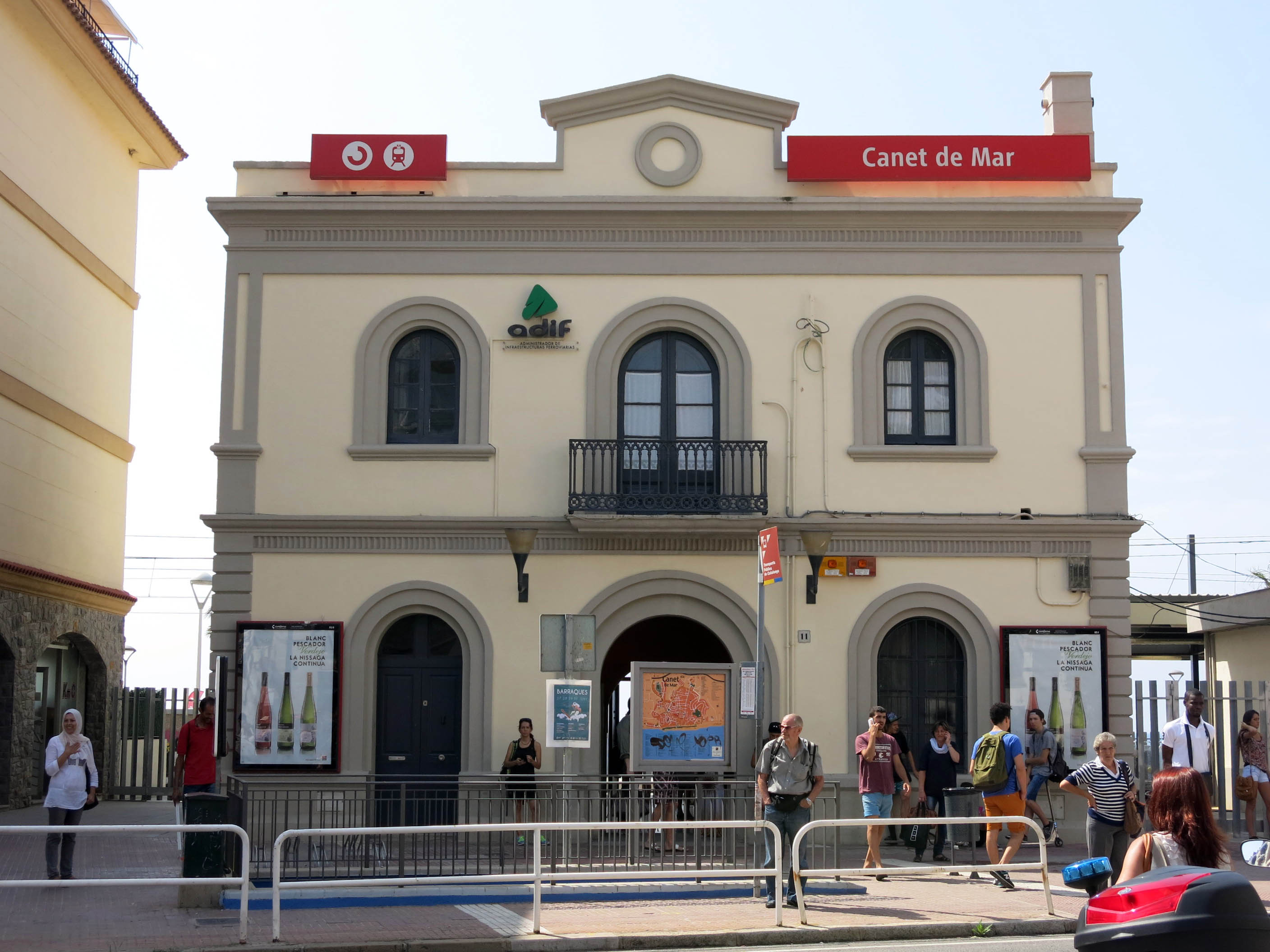
Gare de Canet de Mar.

Les trajets possibles des trains sont:
- Molins de Rei <> Mataró : 2 trains/heure.
- Molins de Rei <> Arenys de Mar : 2 trains avec destination Molins le matin et 1 train avec destination Arenys l'après-midi.
- Molins de Rei < Calella un train avec destination Molins chaque jour.
- L'Hospitalet de Llobregat <> Mataró 2 trains/heure.
- L'Hospitalet de Llobregat <> Calella trains de renfort tout au long de la journée.

- L'Hospitalet de Llobregat <> Blanes 1 train/heure.
- L'Hospitalet de Llobregat <> Maçanet-Massanes 1 train/heure.

Cela donne les fréquences suivantes :
- 1 train toutes les 7 à 10 minutes entre L'Hospitalet et Mataró (plus les lignes R3, R4 et R7 entre L'Hospitalet et Arc de Triomf).
- 2 trains/heure entre Mataró et Blanes en heures creuses, 6 trains/heure en heure de pointe jusqu'à Areyns de Mar et 4 jusqu'à Calella.
- 2 trains/heure (plus les trains de la ligne R4) entre Molins de Rei et L'Hospitalet, avec correspondance obligatoire au-delà de Mataró.
- 1 train/heure entre Blanes et Maçanet-Massanes, 2 trains/heure en heures de pointe.

La ligne part de Molins de Rei, dans la comarque du Baix Llobregat, puis traverse Barcelone par le tunnel entre Sants et El Clot-Aragó via Plaça de Catalunya. La ligne continue vers le nord-est et se rapproche de la côte du Maresme en traversant Sant Adrià de Besòs et Badalone puis longe la côte jusqu'à Malgrat de Mar, là où la ligne se dirige vers le nord-ouest en passant près de Blanes jusqu'à rejoindre la ligne Barcelone - Gérone - Portbou à la gare de Maçanet-Massanes.
Sur la ligne, il n'y a aucune circulation à part d'autres lignes de Rodalies. Cela permet d'offrir aux voyageurs une fréquence élevée, bien que conditionnée par le goulot d'étranglement du tunnel de la gare de Plaça de Catalunya[réf. nécessaire].

## Gares
Quatre gares de la ligne sont comprises dans l'Inventaire  du Patrimoine Architectural de la Catalogne : 
- Badalone
- Mataró
- Montgat
- Molins de Rei

Liste complète des gares :
| Gare                           | Commune                   | Correspondances | Zone RENFE   | Zone ATM     |
| ------------------------------ | ------------------------- | --------------- | ------------ | ------------ |
| Molins de Rei                  | Molins de Rei             |                 | 2            | 2B           |
| Sant Feliu de Llobregat        | Sant Feliu de Llobregat   |                 | 2            | 1            |
| Sant Joan Despí                | Sant Joan Despí           |                 | 1            | 1            |
| Cornellà                       | Cornellà de Llobregat     |                 | 1            | 1            |
| L'Hospitalet de Llobregat      | L'Hospitalet de Llobregat |                 | 1            | 1            |
| Torrassa                       | L'Hospitalet de Llobregat |                 | 1            | 1            |
| Barcelone-Sants                | Barcelone                 |                 | 1            | 1            |
| Plaça de Catalunya             | Barcelone                 |                 | 1            | 1            |
| Arc de Triomf                  | Barcelone                 |                 | 1            | 1            |
| El Clot-Aragó                  | Barcelone                 |                 | 1            | 1            |
| Sant Adrià de Besòs            | Sant Adrià de Besòs       |                 | 1            | 1            |
| Badalone                       | Badalone                  |                 | 1            | 1            |
| Montgat                        | Montgat                   |                 | 1            | 1            |
| Montgat Nord                   | Montgat                   |                 | 1            | 1            |
| El Masnou                      | El Masnou                 |                 | 2            | 2E           |
| Ocata                          | El Masnou                 |                 | 2            | 2E           |
| Premià de Mar                  | Premià de Mar             |                 | 3            | 2E           |
| Can Pou - Camp de Mar          | Hors service              | Hors service    | Hors service | Hors service |
| Vilassar de Mar                | Vilassar de Mar           |                 | 3            | 2E           |
| Cabrera de Mer-Vilassar de Mar | Cabrera de Mar            |                 | 3            | 2E           |
| Mataró Oest                    | Mataró                    |                 | 4            | 3E           |
| Mataró Centre                  | Mataró                    |                 | 4            | 3E           |
| Mataró Est                     | Mataró                    |                 | 4            | 3E           |
| Mataró                         | Mataró                    |                 | 4            | 3E           |
| Sant Andreu de Llavaneres      | Sant Andreu de Llavaneres |                 | 4            | 3E           |
| Caldes D'Estrac                | Caldes D'Estrac           |                 | 4            | 3E           |
| Arenys De Mar                  | Arenys de Mar             |                 | 4            | 4H           |
| Canet de Mar                   | Canet de Mar              |                 | 4            | 4H           |
| Sant Pol De Mar                | Sant Pol de Mar           |                 | 5            | 4H           |
| Calella                        | Calella                   |                 | 5            | 4H           |
| Pineda de Mar                  | Pineda de Mar             |                 | 5            | 4H           |
| Santa Susanna                  | Santa Susanna             |                 | 5            | 5H           |
| Malgrat de Mar                 | Malgrat de Mar            |                 | 5            | 5H           |
| Blanes                         | Blanes                    |                 | 6            | 5H           |
| Tordera                        | Tordera                   |                 | 6            | 5H           |
| Maçanet-Massanes               | Maçanet de la Selva       |                 | 6            | 6G           |